# Ка дел Фосо (Павија)
Ка дел Фосо је насеље у Италији у округу Павија, региону Ломбардија.
Према процени из 2011. у насељу је живело 55 становника. Насеље се налази на надморској висини од 232 м.